# You Lost Me
Singles de Christina Aguilera
Woohoo I Hate Boys
Pistes de Bionic
I Am My Girls
You Lost Me (« Tu m'as perdue ») est une ballade de la chanteuse et compositrice américaine Christina Aguilera. Il s'agit du troisième single de Bionic, son quatrième album studio. Pour cette chanson, la chanteuse fait appel à la chanteuse et compositrice Sia Furler et au producteur Samuel Dixon. Ils ont aussi collaboré et enregistré quatre chansons pour Bionic : You Lost Me mais aussi All I Need, I Am et une ballade pop-rock qui s'intitule Stronger Than Ever, cette dernière se trouve dans l'édition deluxe de Bionic.

## Réception/Critiques
La chanson a reçu globalement des critiques positives. Leah Greenblatt de Entertainment Weekly a salué les efforts de Sia et Christina Aguilera sur l'album avec les charmantes ballades All I Need, I Am, et You Lost Me. Elysa Gardner des USA Today a écrit que les ballades de Bionic, incluant You Lost Me sont les meilleures chansons du disque. C'est sur les ballades, I Am et You Lost Me que Christina Aguilera impressionne le plus, car elle offre respectivement son âme à une personne, et après une trahison, la réclame, semblant être aussi brutale qu'une blessure ouverte[pas clair]. Sa beauté nuancée[Quoi ?] peut ici étonner des fans autant que des critiques.
Genevieve Koski de AV Club a noté que c'est une belle ballade, et que Christina Aguilera est à son mieux. Mesfin Fekadu du Northwest Herald a écrit comme d'autres que les ballades composées par Sia, étaient les meilleures de l'album, All I Need est une belle ballade dédiée à son fils, tandis que la ballade émotionnelle You Lost Me, qui parle d'un amour gâché par l'adultère, est exceptionnelle et montre à un moment la voix puissante de la diva, il ajoute que I Am est une belle ballade « sensible et lisse ».

## Clip
Le clip, réalisé par Anthony Mandler, est diffusé pour la première fois le 22 juillet 2010. Ce clip se veut simple et épuré, à l'inverse de Not Myself Tonight[réf. nécessaire].

## Performances Vocales Live deYou Lost Me
- American Idol, le 26 mai 2010
- David Letterman, le 9 juin
- CBS's The Early Show, le 11 juin

## Classement
| Classement (2010)                             | Meilleure position |
| --------------------------------------------- | ------------------ |
| Belgique (Wallonie Ultratip 50)               | 19                 |
| Israël (Media Forest)                         | 10                 |
| U.S. Adult Contemporary (Billboard)           | 28                 |
| U.S. Hot Dance Club Songs "remix" (Billboard) | 1                  |

## Remix
La chanson est remixée par Hex Hector et Mac Quayle. Cette version est entrée la position #33 du Billboard Hot Dance/Club Play Chart aux États-Unis, lors de sa quatrième semaine, le remix est #14 de ce chart. Quant à la version originale, elle se classe #28 du Billboard Adult Contemporary Chart et #19 du Bubbling Under Hot 100 ! À la date du 29 septembre 2010, la chanson You Lost Me atteint le sommet du Billboard Hot Dance/Club Play Chart. Il s'agit alors du cinquième #1 de la chanteuse dans ce chart.